# جانسكي
وحدة الدفق أو جانسكي (رمزها Jy) هي وحدة ليست من ضمن وحدات النظام الدولي تقيس كثافة الدفق الطيفية وهي تعادل 1026 واط لكل متر مربع لكل هرتز. كثافة الدفق أو التدفق أحادي اللون، {\displaystyle S}، لأي مصدر هي جزء لا يتجزأ من الإشعاع الطيفي، {\displaystyle B} على الزاوية الصلبة: للمصدر:
{\displaystyle S=\iint _{\mathrm {source} }B(\theta ,\phi )\mathrm {d} \Omega }
تم إنشاء هذه الوحدة من مكتشفها كارل جانسكي عالم الفلك ولا يزال استخدامها مرتبطا بوصف الطاقة الكهرومغناطيسية (الإذاعة) ، لا سيما في سياق علم الفلك الراديوي.

## تعريفها
سميت الوحدة باسم مكتشفها عالم الفلك الرائد كارل جانسكي (Karl Guthe Jansky)، وتم تعريفها بأنها:
{\displaystyle 1\ \mathrm {Jy} =10^{-26}{\frac {\mathrm {W} }{\mathrm {m^{2}} \cdot \mathrm {Hz} }}}
أو
{\displaystyle =10^{-23}{\frac {\mathrm {erg} }{\mathrm {s} \cdot \mathrm {cm^{2}} \cdot \mathrm {Hz} }}}
في(نظام وحدات سنتيمتر غرام ثانية)
تم اختيار  هذه الوحدة الصغيرة لأن معظم الأجسام الفلكية بعيدة جدًا عنا ، لذلك يجب أخذ كثافات التدفق الصغيرة في الاعتبار. كما أن معظم الأجرام السماوية تبعث معظم طاقتها المشعة عند ترددات أعلى من موجات الراديو.
يتجنب علماء الفلك الراديوي اختصار  الثواني s  مقابل الهرتز (Hz = s −1) في الجزء الأيمن من المعادلة، حيث يمكن رؤية اعتماد كثافة التدفق على كل من وقت التكامل (بالثواني) وعرض النطاق الترددي للأدوات المستخدمة (بالهرتز) على الفور.

## القدر AB
يمكن تحويل كثافة الدفق في وحدة جانسكي على أساس القدر، للوصول إلى افتراضات مناسبة عن الطيف. على سبيل المثال، يمكن تحويل القدر AB إلى كثافة الدفق بوحدات الميكروجانسكي من خلال المعادلة التالية:
{\displaystyle S_{v}\ [\mathrm {\mu Jy} ]=10^{6}\cdot 10^{23}\cdot 10^{-(\mathrm {AB} +48.6)/2.5}=10^{(23.9-\mathrm {AB} )/2.5}}
نظرًا لأن وحدة الجانسكي يتم حسابها من خلال دمج الزاوية الصلبة الكاملة للمصدر، فغالبًا ما تُستخدم ببساطة لوصف المصادر الثابتة، على سبيل المثال، يسجل  كتالوج كامبردج الثالث لمصادر الراديو (3 سي) نتائج التقارير بوحدات الجانسكي. وفيما يتعلق بالمصادر الممتدة، غالبًا ما توصف درجة سطوع السطح بوحدات Jy لكل زاوية صلبة؛ على سبيل المثال، توصف خرائط الأشعة تحت الحمراء (FIR) الواردة من مرصد فضائي يقيس الأشعة تحت الحمراء من خلال وحدات (MJy/sr)، حيث 
sr تعني  steradian.
ومن جهة أخرى ، يمكن تحديد المصادر الممتدة في جميع الأطوال الموجية بهذه الوحدات، فبالنسبة لخرائط ترددات الراديو يتم وصف المصادر التقليدية عادة بـ درجة حرارة السطوع؛ على سبيل المثال   كما تم نشر بيانات  مسح استمرارية كل السماء بمقدار 408 ميغاهرتز من حيث درجة حرارة السطوع بوحدة كلفن.

## الاستخدامات
يمكن أن يتمثل الدفق الذي تشير إليه وحدة الجانسكي في أي شكل من أشكال الطاقة. وقد تم إنشاء هذه الوحدة ولا تزال لاستخدامها في الإشارة إلى الطاقة الكهرومغناطيسية، لا سيما في سياق علم الفلك الراديوي. وتتضمن ألمع مصادر الراديو الفلكية على كثافات دفق تتراوح من 1-100 جانسكي. على سبيل المثال، يسرد 3سي من 300-400 مصدر في نصف الكرة الشمالي تزيد درجة سطوعها عن 9 جيه واي في 159 ميجاهرتز. ويجعل هذا المدى من وحدة جانسكي وحدة مناسبة لـعلم الفلك الراديوي.
تحمل موجات الجاذبية الطاقة أيضًا، لذا فإن كثافة الدفق بها يمكن التعبير عنها أيضًا بوحدات الجانسكي. وعلى الرغم من عدم إمكانية متابعة موجات الجاذبية مباشرة، من المتوقع أن تبلغ الإشارات النموذجية على الكرة الأرضية {\displaystyle 10^{20}}جيه واي أو أكثر. بالرغم من الاقتران الضعيف بين موجات الجاذبية والمواد، إلا أن هذه الموجات يصعب اكتشافها.
وينبغي علينا إدراك معنى عنصر لكل هرتز لوحدة جانسكي. عند قياس الانبعاثات المستمرة واسعة النطاق، حيث يتم توزيع الطاقة بالتساوي تقريبًا عبر عرض محزم المكشاف، ستزيد الإشارة التي تم اكتشافها بالتناسب مع عرض المحزم للمكشاف (في مقابل الإشارات مع عرض المحزم الأضيق من ممر موجة المكشاف). ولحساب كثافة الدفق بوحدات الجانسكي، فإن إجمالي القوة التي تم اكتشافها (واط|بالواط) يتم تقسيمها بواسطة منطقة تجميع الاستقبال (بالمتر المربع)، ثم يتم تقسيمها بواسطة عرض المحزم للمكشاف (بالهرتز). تعد كثافة التدفق للمصادر الفلكية تقل عشرات  المرات عن  1واط /(ميجا2•هرتز)، لذا يتم مضاعفة النتيجة في 1026 للحصول على وحدة أكثر ملاءمة للظاهرة الفيزيائية الفلكية الطبيعية.
أحيانًا كان يشار إلى المللي جانسكي (mJy) على أنها  (وحدة دفق بالمللي) في الكتب والأبحاث الفلكية.